# Banca centrale del Lesotho
La Banka e Kholo ea Lesotho è la banca centrale del Lesotho, nell'Africa meridionale. La sede della banca è a Maseru. La moneta ufficiale è il loti lesothiano.